# ستيغ كريستيانسن
ستيغ كريستيانسن (بالنرويجية البوكمول: Stig Kristiansen)‏ هو دراج على المضمار نرويجي، ولد في 12 أغسطس 1970 في أوسلو في النرويج.

## وصلات خارجية
- ستيغ كريستيانسن على موقع أرشيف الدراجات (الإنجليزية)
- ستيغ كريستيانسن على موقع إحصائيات الدراجات الإحترافية (الإنجليزية)
- ستيغ كريستيانسن على موقع أوليمبيديا (الإنجليزية)